# Шекер Ахмед-паша
Ахмед Али-паша, более известный, как «Шекер» Ахмед-паша (1841[…], Стамбул — 5 мая 1907, Стамбул) — турецкий военачальник и художник. Его прозвище «Шекер» по-турецки означает «сахарный».

## Биография
Родился в 1841 году в Константинополе. Учился сперва в Медицинской школе, затем перевелся в Военную академию. Здесь он проявил интерес к живописи, а его медицинский и военный опыт пробудил интерес к анатомии и перспективе. О первых успехах начинающего художника было доложено султану Абдул-Азизу. Султану понравились представленные работы, и он отправил подающего надежды живописца в Париж (сразу после Сулеймана Сеида). 
В Париж он семь лет учился у Гюстава Буланже и Жана-Леона Жерома, причём в 1869 году провёл выставку своих картина во Франции. После возвращения на родину в 1871 году, Ахмед-паша получил воинское звание капитана. 
В 1873 году, при содействии работавшего в Турции французского художника Пьера-Дезире Гийме, Ахмед-паша организовал выставку своих картин в Константинополе. Искусство западного типа в Турции в то время находилось на начальной стадии развития. Ахмед-паша был одним из первых турецких художников, работавших в западном стиле, а его выставка — одной из первых в турецкой истории.
На родине Ахмед-паша продолжал заниматься живописью, а параллельно с этим активно продвигался по службе. В 1876 году он был произведён в майоры, в 1877 году — в подполковники, в 1880 году — в полковники, в 1885 году — в генерал-майоры, и, наконец, в 1890 году — в генерал-лейтенанты. 
Работы «Шекера» Ахмед-паши, преимущественно натюрморты и пейзажи, представляют собой причудливое слияние западных веяний с оригинальной авторской манерой. 
Ахмед-паша скончался в 1907 году и был похоронен на константинопольском кладбище Эйюп.

## Галерея

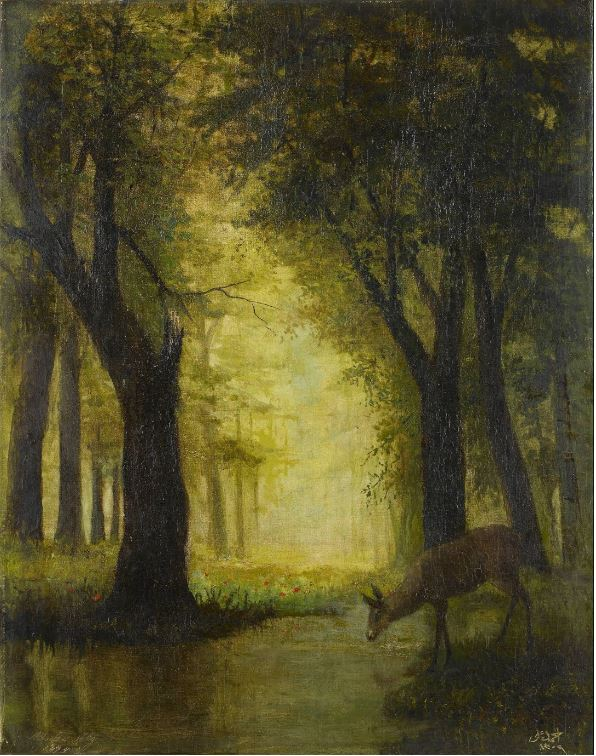
Косуля в лесу
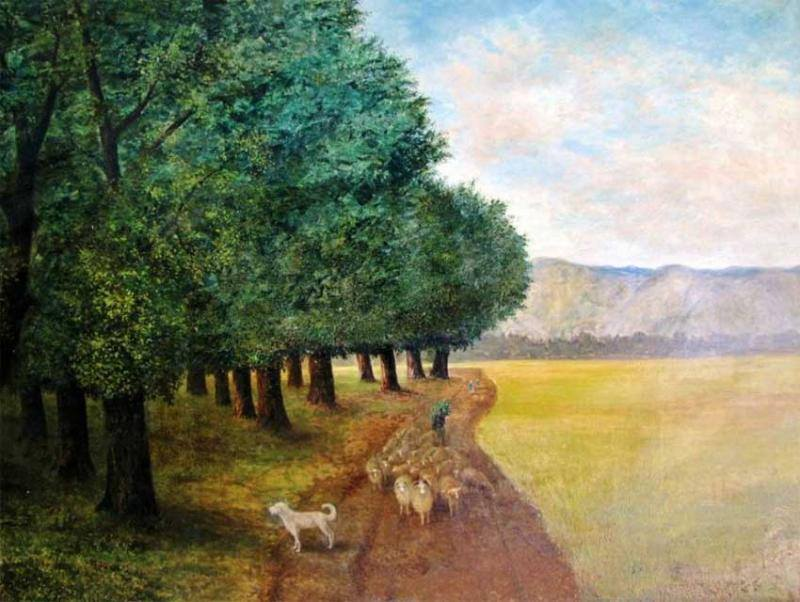
Пейзаж с овцами
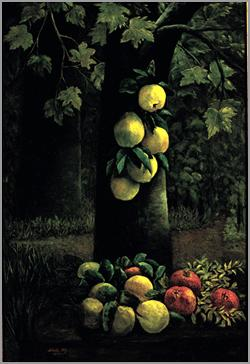
Натюрморт с айвой
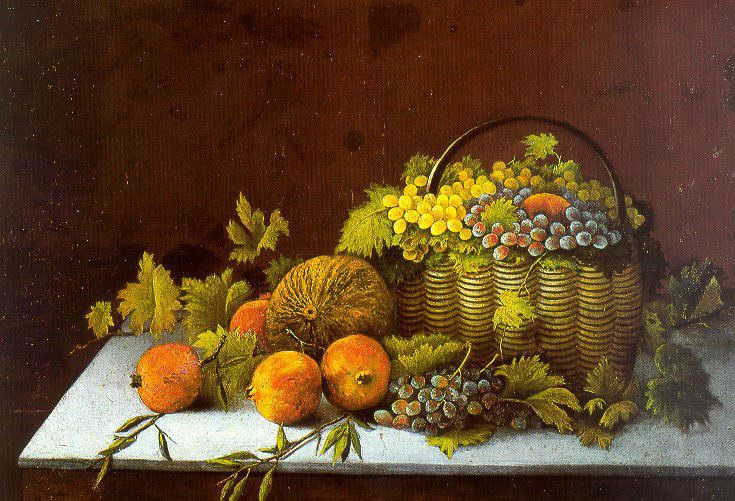
Натюрморт с дыней, гранатами и виноградом
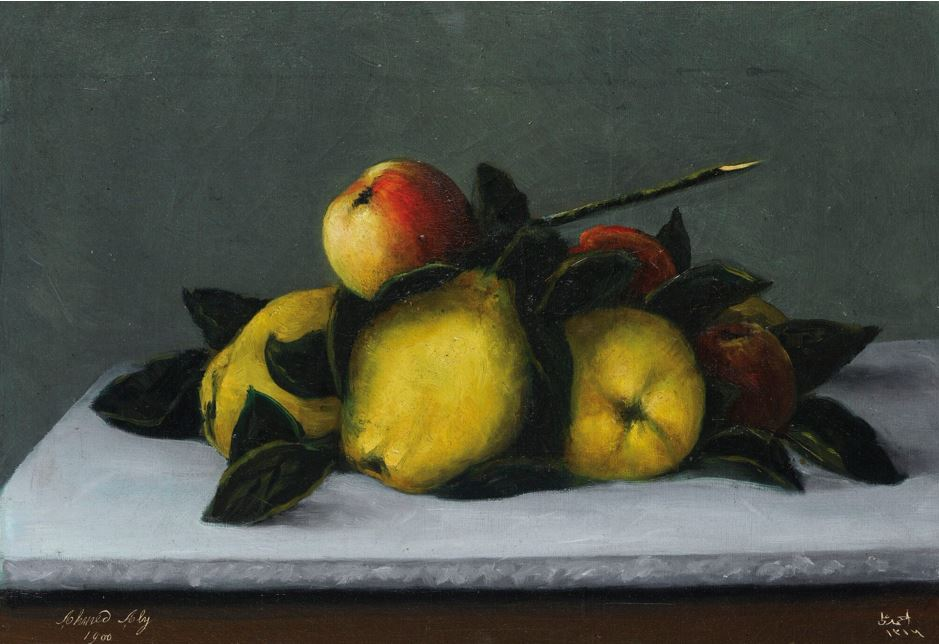
Натюрморт с яблоками и айвой
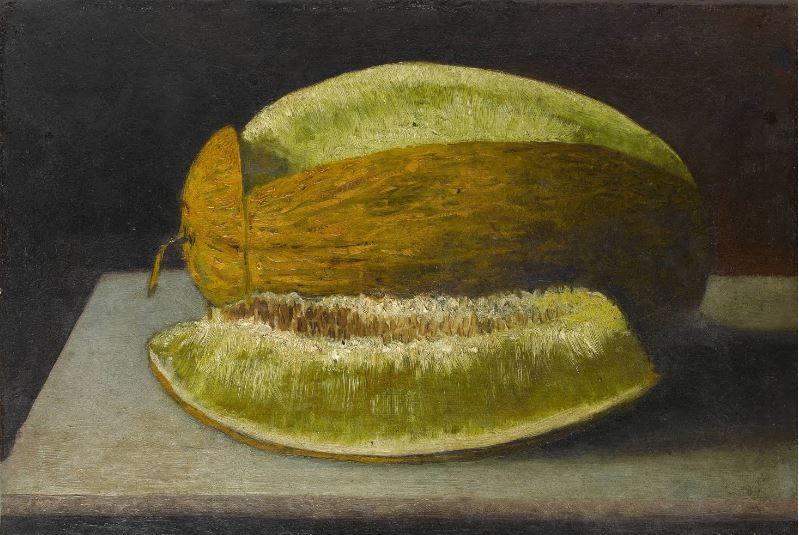
Натюрморт с дыней